# Ellie (El ala oeste)
 Ellie  es el décimo quinto capítulo de la segunda temporada de la serie dramática El Ala Oeste.

## Argumento
El Presidente se encuentra de viaje en Japón. A su regreso tiene un grave problema: los comentarios de su Secretaria de Salud realizados en un Chat que parecen apoyar la legalización de la marihuana. Desde la Casa Blanca le piden que dimita, pero ella se niega.
Además, para completar el problema, su hija Ellie llama al reportero del Washington Post, Danny Concannon, para comentarle que su padre será incapaz de destituir a la Secretaria de Salud. Josh y Leo le piden su renuncia, cosa que finalmente presenta un viernes por la noche. El Presidente, mientras ve Crimen perfecto con su hija Ellie, se reúne con ella, rechazando finalmente su dimisión.
Toby se reencuentra con su exesposa, la congresista Andrea Wyatt, para pedirle ayuda en la elaboración de una importante Comisión Estatal. Para ello necesita la participación de un importante político demócrata. Finalmente decide incluirlo sin consultarle, ‘’Saltándose un Paso’’. Por último, Sam reprende a un productor de cine que ha atacado al Presidente por no ver una película suya.

## Comentarios sobre el capítulo
- Tony Newman, director de comunicaciones de la Alianza Política Antidroga, comentó refiriéndose al capítulo que las opiniones del personaje ficticio de la Secretaria de Salud no les fueron especialmente perjudiciales y/o polémicos. Asimismo valoró positivamente la honestidad dentro de la clase política.[1]

## Enlaces
- Ficha en FormulaTv.
- Enlace al Imdb.
- Guía del Episodio (en inglés).